# Palau Balañà
El Palau Balañà era un cinema multisala de Barcelona que va funcionar entre 1965 i 2020. Fou promogut per l'empresari Pere Balañà i Espinós, que va morir mesos abans de veure'l finalitzat.

## Història i descripció
Dissenyat com els altres cinemes del Grup Balañà per Antoni Bonamusa (tot i que el projecte fou signat per l'arquitecte Pere Ricart i Biot), tenia una gran capacitat (1.600 localitats) i la seva façana, que es resol sobre la base de mòduls geomètrics decoratius, destaca especialment a la nit gràcies a la il·luminació. Anunciat com el «el coliseo cinematográfico más moderno de Europa», va ser inaugurat l'11 de desembre del 1965 amb la pel·lícula Lord Jim de Richard Brooks, projectada conjuntament amb el Novedades.
Després de les reformes dutes a terme l'any 2002 per MMASS Arquitectes, va reobrir com a multicinema de set sales (de 145 a 286 seients), que comptaven amb nous equipaments com tecnologia digital 3D. Finalment, va tancar les portes el 28 de febrer del 2020, després de gairebé 55 anys de funcionament.